# Orchis picta
Orchis picta là một loài thực vật có hoa trong họ Lan. Loài này được Raf. mô tả khoa học đầu tiên năm 1808.